# François Roelants du Vivier
François Marie Gabriel André Charles-Ferdinand Roelants du Vivier (Etterbeek, 5 november 1947) is een Belgisch politicus van FDF.

## Politieke loopbaan
Hij maakt deel uit van de politieke familie Nothomb; hij groeide op bij zijn grootvader Pierre Nothomb. Als licentiaat in de archeologie en de kunstgeschiedenis aan de UCL werd hij beroepshalve docent aan de Fondation universitaire luxembourgeoise en vorser aan het Centre d’archéologie industrielle.
In 1974-1975 was hij, samen met Adriaan Linters, onderzoeker bij het Centrum voor Industriële Archeologie/Centre d'Archéologie Industrielle. 
Hij schreef er Les ateliers et la cité du Grand-Hornu de 1820 à 1850 : un exemple d'urbanisme industriel à l'aube du machinisme, 1972,  110 p.
Hij was vervolgens van 1975 tot 1983 secretaris-generaal van Inter-Environnement Wallon, van 1979 tot 1983 bestuurder van het Europees Milieubureau en van 1990 tot 1992 bijzonder adviseur bij de Commissie van Europese Gemeenschappen. Daarnaast was hij van 1990 tot 1996 gedelegeerd bestuurder en van 1993 tot 1996 voorzitter van de raad van bestuur van de internationale vereniging Euro Citizen Action Service, van 1999 tot 2007 voorzitter van Global Legislators Organization for a Balanced Environment Europe, van 1999 tot 2007 voorzitter van de raad van bestuur van Télé-Bruxelles en vanaf 2004 ondervoorzitter van BRUSPACE.
Zijn politieke carrière begon in 1984 toen hij lid van het Europees Parlement werd namens Ecolo, wat hij bleef tot in 1989. In 1988 verliet hij Ecolo en richtte hij  de Mouvement Europe-Régions-Environnement (ERE) op. Deze beweging ging in kartel met het FDF.
In 1989 werd Roelants du Vivier verkozen als lid van het Brussels Hoofdstedelijk Parlement op de lijst van FDF-ERE. Hij bleef er zetelen tot 2009. Van 1997 tot 1999 en van 2000 tot 2001 was hij er ondervoorzitter. Van 2000 tot 2009 is hij ook lid van het Parlement van de Franse Gemeenschap geweest. In dezelfde periode zetelde hij als gemeenschapssenator in de Belgische Senaat. Als senator zetelde hij van 2004 tot 2009 ook in de Parlementaire Assemblee van de NAVO.
Tevens was hij van 1995 tot 2000 gemeenteraadslid van Ukkel en van 2000 tot 2002 lid van het Europees Comité van de Regio's.
François Roelants is in 1972 getrouwd met Chantal De Coninck. Ze hebben een zoon en een dochter.

## Eerbetoon
- Sinds 2009 is Roelants du Vivier eresenator.
- Sinds 2007 is hij officier in de Leopoldsorde.